# Варела, Тильсия
Тильсия Каролина Варела ла Мадрид (исп. Tilsia Carolina Varela La Madrid; род. 19 августа 1994, Маракайбо) — венесуэльская шахматистка, международный мастер среди женщин (2013).

## Биография
Тильсия Варела представляла Венесуэлу в шахматных олимпиадах среди женщин:
- в 2012 году показала результат 3,5 из 7 на четвертой доске[1];
- в 2014 году показала результат 6 из 8 на первой запасной доске[2];
- в 2016 году показала результат 4 из 9 на третьей доске[3].

В июле 2021 года Тильсия Варела приняла участие в Кубке мира по шахматам среди женщин в Сочи, где в 1-м туре проиграла французской шахматистке Полин Гишар со счётом 1,5:2,5.
За успехи в турнирах ФИДЕ присвоила Тильсий Вареле звание международного мастера среди женщин (WIM) в 2013 году.

## Изменения рейтинга
| Графики недоступны из-за технических проблем. См. информацию на Фабрикаторе и на mediawiki.org. |